# Turismo na Tailândia
O Turismo é um importante setor econômico no Reino da Tailândia. As de receitas do turismo contribuem diretamente para o Produto interno bruto (PIB) tailandês com 12 trilhões de baht, cerca de 16% em 2013. Quando se inclui recibos de viagens e turismo indiretos, o total estimado é 19,3% (2,3 trilhões de baht) no PIB da Tailândia.
A Autoridade de Turismo da Tailândia (TAT) usa o slogan "Terra dos Sorrisos" para promover a Tailândia internacionalmente. Em 2015, este slogan foi complementado por uma campanha chamada "Descubra a tailanidade".

## Visão geral
O número de turistas cresceu de 336.000 visitantes estrangeiros em 1967 para mais de 29 milhões de visitantes internacionais que visitaram a Tailândia em 2015. A duração média de estadia em 2007 foi de 9,19 dias, gerando um número estimado de 547 bilhões de baht, cerca de 11 mil milhões de euros.
Em 2015, 6,7 milhões de turistas eram oriundos de países da ASEAN e o número deve crescer para 8,3 milhões em 2016, gerando 245 bilhões de baht. Em 2014, 4,6 milhões de visitantes chineses viajaram para a Tailândia. Em 2015, os turistas chineses foram 7,9 milhões ou 27% de todos os turistas internacionais. A Tailândia depende muito de turistas chineses para atender sua meta de receita de turismo de 2,2 trilhões de baht em 2015 e 2,3 trilhões em 2016.
Os turistas asiáticos visitam principalmente Bangkok e as atracções históricas, naturais e culturais na sua vizinhança. Turistas ocidentais não só visitam Bangkok e arredores, mas, além disso muitos viajam para as praias do sul e ilhas. O norte é o principal destino para caminhadas e viagens de aventura com seus diversos grupos étnicos minoritários e montanhas arborizadas. A região que hospeda o menor número de turistas é Isan, no nordeste. Para acomodar os visitantes estrangeiros, o governo tailandês estabeleceu um sistema policial de turismo separado com escritórios nas principais áreas turísticas e seu próprio número de telefone de emergência central.
O turismo sexual também contribui para os números de turistas. Embora oficialmente ilegal, a prostituição na Tailândia é monitorada e regulada pelo governo para conter a propagação de doenças sexualmente transmissíveis e evitar excessos. Prostituição voltada para estrangeiros é acreditado para ser em torno de 20% da cena total de prostituição na Tailândia, e está concentrada em determinados distritos, como Pattaya, Patpong e Patong, bem como outros destinos turísticos.